# Parvanachis
Parvanachis là một chi ốc biển, là động vật thân mềm chân bụng sống ở biển trong họ Columbellidae.

## Các loài
Các loài trong chi Parvanachis gồm có:
- Parvanachis obesa (C. B. Adams, 1845)[2]
- Parvanachis ostreicola (Sowerby III, 1882)[3]